# Pomatorhinus erythrogenys
Pomatorhinus erythrogenys е вид птица от семейство Timaliidae.

## Разпространение
Видът е разпространен в Бангладеш, Бутан, Индия, Китай, Мианмар, Непал, Пакистан и Тайланд.